# Esen
Pour les articles homonymes, voir Esen (homonymie).
Pour l'Esen, voir École supérieure de l'éducation nationale, de l'enseignement supérieur et de la recherche.
Esen est une section de la ville belge de Dixmude située en Région flamande dans la province de Flandre-Occidentale. C'était une commune à part entière avant la fusion des communes de 1965.

## Démographie

### Évolution démographique
- Sources : INS, Rem. : 1831 jusqu'en 1961 = recensements, 1964 = nombre d'habitants au 31 décembre[2].

## Histoire
Le 21 octobre 1914, l'armée impériale allemande exécute 47 civils et détruit de nombreux bâtiments lors des atrocités allemandes commises au début de l'invasion. Les unités mises en cause sont les 202e RIR -Régiment d'Infanterie de Réserve-, 203e RIR, et le 204e RIR.

## Patrimoine

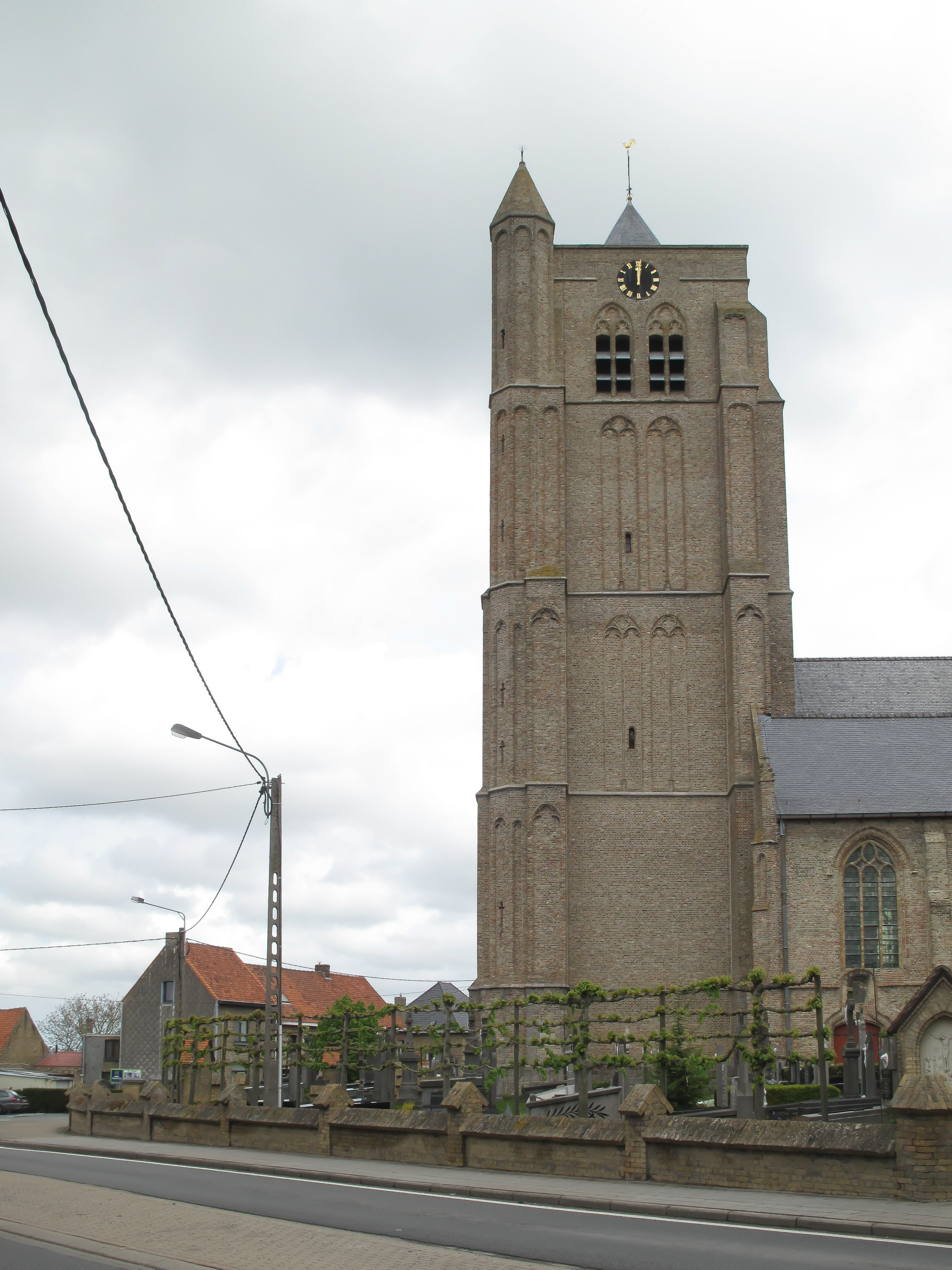
Esen, église paroissiale Sint Pieter.

- Église paroissiale Saint-Pierre